# Rustica basiprocessus
Rustica basiprocessus là một loài bướm đêm thuộc họ Erebidae. Nó được tìm thấy ở vùng núi của central Sri Lanka.
Sải cánh dài khoảng 12.5 mm.